# Johanne Killi
Johanne Killi (* 13. Oktober 1997 in Lillehammer) ist eine ehemalige norwegische Freestyle-Skierin aus Dombås im Gudbrandsdalen. Sie startete in den Disziplinen Slopestyle und Big Air.

## Werdegang
Killi trat international erstmals im März 2014 bei den European Freeski Open in Laax in Erscheinung. Dort siegte sie im Slopestyle. Im folgenden Monat gewann sie bei den Juniorenweltmeisterschaften in Chiesa in Valmalenco die Silbermedaille im Slopestyle. In der Saison 2014/15 debütierte sie im Weltcup. Dabei belegte sie den sechsten Platz in Park City und den dritten Rang in Silvaplana. Bei den Freestyle-Skiing-Weltmeisterschaften 2015 am Kreischberg wurde sie Achte im Slopestyle. Ebenfalls in der Saison siegte sie im Slopestyle beim Freeski Cup in Oppdal und in Drammen und belegte bei den European Freeski Open in Laax den zweiten Rang im Slopestyle. Die Saison beendete sie auf dem dritten Platz im Slopestyle-Weltcup. Im April 2015 errang sie bei der norwegischen Meisterschaft in Hafjell in den Disziplinen Slopestyle und Big Air den zweiten Platz. Bei den Winter-X-Games 2016 in Aspen gewann sie die Bronzemedaille im Slopestyle. Im Februar 2016 holte sie bei den X-Games Oslo 2016 in Oslo die Silbermedaille im Big Air.
Nach Platz zwei beim Weltcup in Font Romeu im Januar 2017 gewann Killi bei den Winter-X-Games 2017 in Aspen die Bronzemedaille im Slopestyle. Zudem wurde sie Fünfte im Big Air Wettbewerb. Im folgenden Monat errang sie im Slopestyle beim Weltcup in Mammoth den dritten Platz und holte in Québec ihren ersten Weltcupsieg. Bei den X-Games Norway 2017 in Hafjell holte sie die Goldmedaille im Slopestyle und belegte im Big Air-Wettbewerb den sechsten Platz. Die Saison beendete sie auf dem 11. Platz im Gesamtweltcup und auf dem zweiten Rang im Slopestyle-Weltcup. In der Saison 2017/18 siegte sie bei der Winter Dew Tour in Breckenridge und beim Weltcup in Snowmass jeweils im Slopestyle. Zudem errang sie im Big Air in Mailand und im Slopestyle in Silvaplana jeweils den zweiten Platz und erreichte damit den 21. Platz im Gesamtweltcup, den siebten Rang im Big-Air-Weltcup und den zweiten Platz im Slopestyle-Weltcup. Bei den Winter-X-Games 2018 gewann sie die Silbermedaille im Big Air und errang zudem im Slopestyle den siebten Platz. Im Februar 2018 wurde sie bei den Olympischen Winterspielen in Pyeongchang Fünfte im Slopestyle. Im folgenden Jahr wurde sie norwegische Meisterin im Slopestyle und im Big Air und belegte bei den Weltmeisterschaften in Park City den neunten Platz im Big Air. Bei den Winter-X-Games 2019 holte sie Silber im Big Air und belegte bei den X-Games Norway 2019 den fünften Platz im Big Air.
In der Saison 2019/20 errang Killi mit Platz zwei auf der Seiser Alm und Rang eins in Peking jeweils den dritten Platz im Slopestyle und Big Air Weltcup. Bei den X-Games Norway 2020 gewann sie die Bronzemedaille im Big Air.
Nach der Saison 2022/23 trat sie vom Spitzensport zurück.

## Erfolge

### Olympische Spiele
- Pyeongchang 2018: 5. Slopestyle
- Peking 2022: 6. Slopestyle, 7. Big Air

### Weltmeisterschaften
- Kreischberg 2015: 8. Slopestyle
- Park City 2019: 9. Big Air
- Bakuriani 2023: 3. Slopestyle, 12. Big Air

### Weltcupsiege
Killi errang im Weltcup bisher 19 Podestplätze, davon sechs Siege:
| Datum             | Ort      | Land                | Disziplin  |
| ----------------- | -------- | ------------------- | ---------- |
| 12. Februar 2017  | Québec   | Kanada              | Slopestyle |
| 13. Januar 2018   | Snowmass | USA                 | Slopestyle |
| 14. Dezember 2019 | Peking   | Volksrepublik China | Big Air    |
| 19. November 2022 | Stubai   | Österreich          | Slopestyle |
| 22. Januar 2023   | Laax     | Schweiz             | Slopestyle |
| 4. Februar 2023   | Mammoth  | USA                 | Slopestyle |

### Weltcupwertungen
| Saison  | Gesamt | Gesamt | Park & Pipe | Park & Pipe | Big Air | Big Air | Slopestyle | Slopestyle |
| Saison  | Platz  | Punkte | Platz       | Punkte      | Platz   | Punkte  | Platz      | Punkte     |
| ------- | ------ | ------ | ----------- | ----------- | ------- | ------- | ---------- | ---------- |
| 2014/15 | 47.    | 20     | -           | -           | -       | -       | 3.         | 100        |
| 2015/16 | 51.    | 23     | -           | -           | -       | -       | 12.        | 115        |
| 2016/17 | 11.    | 56     | -           | -           | -       | -       | 2.         | 280        |
| 2017/18 | 21.    | 38,57  | -           | -           | 7.      | 80      | 2.         | 270        |
| 2018/19 | 28.    | 36,4   | -           | -           | 13.     | 40      | 6.         | 182        |
| 2019/20 | 20.    | 39     | -           | -           | 3.      | 195     | 3.         | 154        |
| 2020/21 | -      | -      | 7.          | 120         | 6.      | 40      | 9.         | 80         |
| 2021/22 | -      | -      | 7.          | 209         | 5.      | 89      | 8.         | 120        |
| 2022/23 | -      | -      | 1.          | 440         | -       | -       | 1.         | 380        |

### X-Games
- Winter-X-Games 2016: 3. Slopestyle
- X-Games Oslo 2016: 2. Big Air
- Winter-X-Games 2017: 3. Slopestyle, 5. Big Air
- X-Games Norway 2017: 1. Slopestyle, 6. Big Air
- Winter-X-Games 2018: 2. Big Air, 7. Slopestyle
- Winter-X-Games 2019: 2. Big Air, 4. Slopestyle
- X-Games Norway 2019: 5. Big Air
- X-Games Norway 2020: 3. Big Air, 4. Slopestyle
- Winter-X-Games 2022: 4. Slopestyle, 7. Big Air